# Lucha Brothers
I Lucha Brothers sono un tag team di wrestling attivo dal 2007 composto dai fratelli Penta El Zero Miedo e Rey Fénix. Il duo milita nella All Elite Wrestling, dove hanno detenuto una volta l'AEW World Tag Team Championship. Inoltre, lottano anche nel circuito indipendente americano e messicano e hanno detenuto numerosi titoli in entrambi i paesi, tra cui il ROH World Tag Team Championship della Ring of Honor, l'MLW World Tag Team Championship della Major League Wrestling e il PWG World Tag Team Championship della Pro Wrestling Guerrilla.
Precedentemente sono stati sotto contratto con la Lucha Libre AAA Worldwide, federazione in cui sono stati due volte AAA World Tag Team Champions e Impact Wrestling, dove hanno detenuto l'Impact World Tag Team Championship.
I due, insieme a Pac, formano il Death Triangle.

## Biografia
Pentagón Jr. e Fénix sono fratelli nella vita reale. Anche il padre è un wrestler ed è noto come "Fuego", mentre il fratello si esibisce sotto il ring name "Ikaro".
Come da tradizione della lucha libre la loro vera identità è sconosciuta. Tra i pochi dettagli rivelati, entrambi iniziarono ad allenarsi e debuttarono stesso giorno.

## Carriera

### Pro Wrestling Guerrilla (2015–2019)
Il 4 settembre 2016, a Battle of Los Angeles sfidarono senza successo gli Young Bucks con in palio il PWG World Tag Team Championship. Il 18 marzo 2017, batterono gli Young Bucks e Matt Sydal e Ricochet in un three-way match e vinsero il PWG World Tag Team Championship. Persero i titoli il 20 ottobre contro Jeff Cobb e Matthew Riddle, terminando il loro regno a 216 giorni Nella terza fase di Battle of Los Angeles 2018, i Lucha Brothers non riuscirono a riconquistare i titoli di coppia contro i Rascalz.

### The Crash (2017–2019)
ll 17 gennaio 2017, Pentagon Jr., Daga, Garza e Fénix el Rey nella The Crash Lucha Libre formarono una di una nuova stable chiamata La Rebelión e il 3 novembre 2018 vinsero il vacante Crash Tag Team Championship, ma dopo 24 giorni resero vacanti i titoli a causa di un infortunio subito da Fénix.

### Major League Wrestling (2018–2019)
Nel febbraio 2018 i Los Lucha Bros sconfissero il Team TBD - formato da Jason Cade e Jimmy Yuta - e i Dirty Blondes e si laurearono primi MLW World Tag Team Championship della storia. A MLW Battle Riot mantennero i titoli contro Rey Horus e Drago. Dopo una faida in singolo tra Pentagon con LA Park, i Lucha Bros iniziarono una faida con la Hart Foundation (Teddy Hart, Davey Boy Smith Jr. e Brian Pillman Jr.) con in palio i titoli di coppia, che persero il 2 febbraio 2019 a Superfight.

### Impact Wrestling (2018–2019)
Debuttarono ad Impact Wrestling in un evento in collaborazione tra quest'ultima e Lucha Underground svoltosi a WrestleCon 2018, in un three-way match con il detentore dell'Impact World Championship Austin Aries. Dopo l'apparizione come ospiti, i Lucha Bros iniziarono a lavorare regolarmente per Impact Wrestling e il 12 gennaio 2019, batterono Santana e Ortiz e vinsero l'Impact World Tag Team Championship e iniziarono una faida con i The Latin American Xchange (stable di cui Santana e Ortiz facevano parte). Difesero i titoli ancora una volta contro i LAX il 2 febbraio e contro Eli Drake e Eddie Edwards il 22 marzo. La sanguinosa faida con i LAX culminò a Rebellion, in un full metal mayhem, in cui i Lucha Bros persero le cinture. Questo match fu la loro ultima apparizione a Impact Wrestling.

### All Elite Wrestling (2019–presente)
Il 7 febbraio 2019, alla conferenza stampa per l'annuncio di Double or Northing tenutosi all'MGM Grand Pool Splash di Las Vegas, attaccarono gli Young Bucks e annunciarono che avrebbero preso parte all'evento. Il 23 febbraio, gli Young Bucks si vendicarono facendo irruzione in uno show della AAW Wrestling, attaccando i Lucha Brothers durante la difesa dell'AAW Tag Team Championship, causandone la sconfitta. I Bucks li sfidarono per Double or Nothing e poco dopo il match fu ufficiale. A Rey de Reyes, evento della Lucha Libre AAA Worldwide, persero contro gli Young Bucks gli AAA World Tag Team Championship e nel match di Double or Nothing, ci fu difesa del titolo messicano, che i Bucks mantennero.
Nella puntata di Dynamite del 30 ottobre 2019, persero contro i SoCal Uncensored (Frankie Kazarian e Scorpio Sky) in un match con in palio gli AEW World Tag Team Championship. La faida proseguì fino a Full Gear, dove lottarono ancora una volta per i titoli di coppia contro i Private Party e i campioni SoCal Uncensored, che mantennero le cinture. Il 5 febbraio a Dynamite schienarono Kenny Omega e Adam Page (detentori dei titoli di coppia) in un match a otto uomini, guadagnandosi un'opportunità titolata, ma nel match svoltosi due settimane dopo, non riuscirono a vincere.
Il 4 marzo, compirono un turn heel e insieme a Pac formarono il Death Triangle. Debuttarono come trio contro Joey Janela e i Private Party, sconfiggendoli. Tuttavia, con Pac bloccato nel Regno Unito, a causa delle restrizioni di viaggio derivanti dalla Pandemia di COVID-19, strinsero un'alleanza con Eddie Kingston, The Butcher e The Blade. Il 18 novembre, Pac vinse un match contro The Blade, ma al termine di esso fu attaccato da The Butcher, The Blade e da Kingston, ma fu salvato dai Lucha Brothers che effettuarono un turn face.
Il 5 settembre 2021 a All Out, batterono gli Young Bucks in uno steel cage match vincendo l'AEW World Tag Team Championship. Nell'episodio del 16 ottobre di Dynamite, difesero l'AAA World Tag Team Championship contro "Las Super Ranas", tag team mascherato che si rivelò essere gli FTR. A vincere furono questi ultimi, che posero fine al regno record di 853 giorni. Il 5 gennaio 2022 persero anche i titoli di coppia AEW contro il Jurassic Express.

## Titoli e riconoscimenti
- AAW: Professional Wrestling Redefined
  - AAW Tag Team Championship (1)[30][31]
- All Elite Wrestling
  - AEW World Tag Team Championship (1)[32]
- CBS SPorts
  - Tag Team of the Year (2019)[33]
- The Crash Lucha Libre
  - The Crash Tag Team Championship (1)[34]
- House of Glory
  - HOG Tag Team Championship (1; attuali)[35]
- Impact Wrestling
  - Impact World Tag Team Championship (1)[13]
- Lucha Libre AAA Worldwide
  - AAA World Tag Team Championship (2)[36]
- Major League Wrestling
  - MLW World Tag Team Championship (1)[37]
- Pro Wrestling Guerrilla
  - PWG World Tag Team Championship (1)[38]
- Pro Wrestling Illustrated
  - 2° tra i 50 migliori tag team nella PWI Tag Team 50 (2021)[39]
- Ring Of Honor
  - ROH World Tag Team Championship (1)[40]
- Wrestling Alliance Revolution
  - WAR World Tag Team Championship (1)[41]
- Xtreme Mexican Wrestling
  - XMW Tag Team Championship (1)[42]
- Wrestling Observer Newsletter
  - Tag Team of The Year (2019)[43]